# تام فلوری

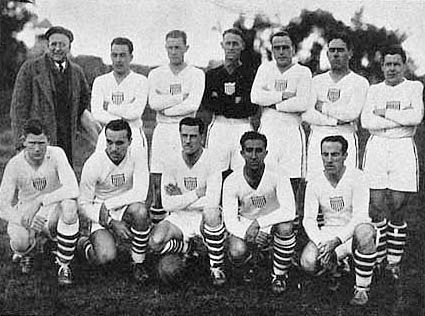
تام فلوری یک بازیکن آمریکایی است که درتیم ملی هم بازی کرده وپست او مهاجم بوده است وی در ۶ سپتامبر ۱۸۹۷ زاده شد و در ۲۶ آوریل ۱۹۶۶ دار فانی را وداع گفت نویسنده امیرحسین یاوری

تام فلوری (انگلیسی: Tom Florie؛ ۶ سپتامبر ۱۸۹۷ – ۲۶ آوریل ۱۹۶۶) یک بازیکن فوتبال اهل ایالات متحده آمریکا بود.
وی همچنین در تیم ملی فوتبال ایالات متحده آمریکا بازی کرده‌است.